# بالميرو دي ديو
بالميرو دي ديو (بالإيطالية: Palmiro Di Dio)‏ (6 يوليو 1985 ببينيفنتو في إيطاليا - ) هو لاعب كرة قدم إيطالي في مركز الدفاع. شارك مع منتخب إيطاليا تحت 19 سنة لكرة القدم ومنتخب إيطاليا تحت 20 سنة لكرة القدم. أما مع النوادي، فقد لعب مع نادي باري ونادي ترنانا ونادي ريجينا ونادي فوجيا ونادي لوغانو وSSD Città di Acireale 1946 ‏ وFermana FC ‏ وFC Rapperswil-Jona ‏.

## روابط خارجية
- بالميرو دي ديو على موقع قاعدة بيانات كرة القدم.إي يو (الإنجليزية)
- بالميرو دي ديو على موقع Soccerway.com (الإنجليزية)
- بالميرو دي ديو على موقع عالم كرة القدم.نت (الإنجليزية)